# Michail Gerasimov
Michail Prokof'evič Gerasimov (in russo Михаил Прокофьевич Герасимов?; 1889 – 1937) è stato un poeta russo.

## Biografia
Nato, come egli stesso scrisse nella sua autobiografia, “nella cabina del treno della ferrovia Samara – Zlatoust nei pressi della città di Buguruslan”, era il figlio di un operaio ferroviario. Gerasimov studiò alla scuola tecnica ferroviaria di Samara. Dal 1905 fu un membro attivo del Partito Operaio Socialdemocratico Russo (POSDR), fu arrestato per attività rivoluzionaria.
Nel 1907 il poeta fu rilasciato e fuggì così dalla Russia trascorrendo 9 anni in esilio in Belgio e in Francia. A Parigi fu associato con i circoli letterari proletari (tra cui Aleksej Kapitonovič Gastev, Anatolij Lunačarskij ed altri). Nell’anno 1914, si arruolò nell’esercito francese come volontario ma nel 1915 fu inviato in Russia per la propaganda contro la guerra.
A partire dal 1913 pubblicò poesie nel giornale “Pravda” ed in altri organi di stampa bolscevichi; dal 1917 pubblicò numerose raccolte di poesie. Gerasimov ricoprì l’incarico di vicepresidente della VAPP (Associazione panrussa di scrittori proletari); nel 1918 occupò sia il posto di presidente del Consiglio dei delegati dei soldati di Samara sia quello di presidente del Proletkult di Samara e diresse il dipartimento letterario del Proletkult di Mosca. Nel 1920, insieme a V. D. Aleksandrovskij, S. A. Obradovič, V. V. Kazin ed altri, Gerasimov fondò il gruppo letterario “Kuznica”. Nel 1921 Michail Gerasimov fu gravemente deluso dall’introduzione della Nuova politica economica (Nep) e per questo lasciò il partito Proletkult.
Nel maggio del 1937 fu arrestato secondo le liste di Stalin e fu presto fucilato. Tuttavia nel certificato di riabilitazione si affermò che Gerasimov morì in prigione nel 1939 e questa data fittizia di morte appare ancora nella maggior parte delle enciclopedie.

## Opere
- Vešnie zovy, P., “Parus”, 1917
- Monna Liza, M. izd. Proletkulta, 1918
- Zavod vesennij, M., izd. Proletkulta, 1919; 2-e izd. M., "Kuznica", 1923
- Železnye cvety, Samara, Tsentropechat, 1919
- Cvety pod ognëm, rasskazy, M., izd. Proletkulta, 1919, 1923
- Čučelo, izd."Kuznica", 1921
- Čërnaja pena, «Kuznica», 1921
- Četyre poėmy, M. 1921
- Negasimaja sila, M., 1922
- Ėlektrifikacija, P., GIZ, 1922
- Stichotvorenija, KN, 1923
- Ėlektropoėma, M., "Kuznica", 1923
- Železnoe cvetenie, M., GIZ, 1923
- Severnaja vesna GIZ, 1924
- Pokos, M., Mospoligraf, 1924
- Doroga, KN, 1924
- Stichi o zavode i revoljucii, 1925
- Poėma o 1905 gode., 1925
- Na Volge, 1925
- Zemnoe sijanie, L. GIZ, 1927
- Bodroe utro, 1928
- K sorevnovaniju!, 1930
- Zarjad. Stichi, 1910—1930, 1933
- Stichi, 1936
- Stichotvorenija, 1958
- Stichotvorenija, 1959
- Stichi i poemy, Kujbyšev, Kn. izd-vo, 1982.